# NXT TakeOver: Orlando
NXT TakeOver: Orlando was een professioneel worstelshow en WWE Network evenement dat georganiseerd werd door WWE voor hun NXT brand. Het was de 14e editie van NXT TakeOver en vond plaats op 1 april 2017 in het Amway Center in Orlando, Florida. Dit was een ondersteuningsevenement voor WrestleMania 33.

## Matches
| Nr. | Match | Winnaar(s)          | Opmerkingen                                                         | Bron  |
| --- | --- | ------------------- | ------------------------------------------------------------------- | ----- |
| 1N  | Peyton Royce (met Billie Kay) vs. Aliyah | Peyton Royce        | Een-op-een match.                                                   | [ 2 ] |
| 2N  | Heavy Machinery (Tucker Knight & Otis Dozovic) vs. The Bollywood Boys (Gurv Sihra & Harv Sihra)                                                   | Heavy Machinery     | Tag team match.                                                     | [ 2 ] |
| 3N  | Oney Lorcan vs. El Vagabundo | Oney Lorcan         | Een-op-een match.                                                   | [ 2 ] |
| 4   | Sanity (Alexander Wolfe, Eric Young, Killian Dain & Nikki Cross) vs. Kassius Ohno, Roderick Strong, Ruby Riott & Tye Dillinger                    | Sanity              | 8-person mixed tag team match                                       | [ 3 ] |
| 5   | Aleister Black vs. Andrade "Cien" Almas | Aleister Black      | Een-op-een match.                                                   | [ 3 ] |
| 6   | The Authors of Pain (Rezar & Akam) (c) (met Paul Ellering) vs. DIY (Johnny Gargano & Tommaso Ciampa) vs. The Revival (Dash Wilder & Scott Dawson) | The Authors of Pain | Triple Threat elimination match voor het NXT Tag Team Championship. | [ 3 ] |
| 7   | Asuka (c) vs. Ember Moon | Asuka               | Een-op-een match voor het NXT Women's Championship.                 | [ 3 ] |
| 8   | Bobby Roode (c) vs. Shinsuke Nakamura | Bobby Roode         | Een-op-een match voor het NXT Championship.                         | [ 3 ] |